# Gabriel de Hédouville

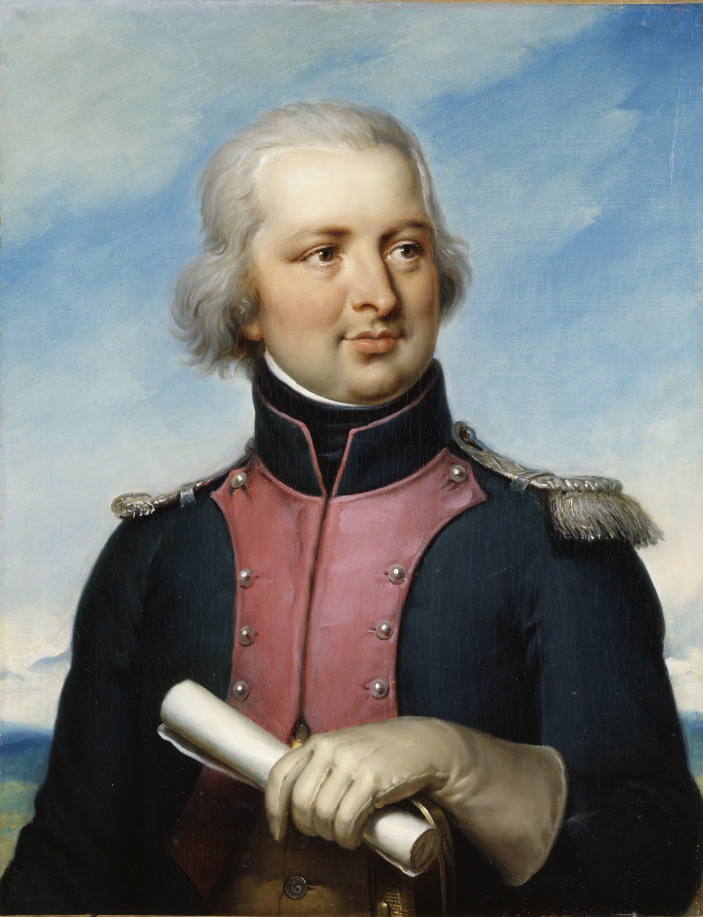
Gabriel de Hédouville

Gabriel de Hédouville, eigentlich Gabriel Marie Théodore Joseph de Hédouville (* 27. Juli 1755 in Laon; † 30. März 1825 in Brétigny-sur-Orge) war ein französischer Général de division der Kavallerie und Politiker.

## Leben
Hédouville entstammte einer alten Offiziersfamilie; sein Vater kämpfte für König Ludwig XV. u. a. in Flandern. Schon früh kam Hédouville als Kadett an die Militärschule Collège Henri IV de la Flêche. Er konnte sich schon bald auszeichnen und wurde für einige Zeit Page bei Königin Maria Leszczyńska.
1769 kam er an die École militaire nach Paris. Bereits nach kurzer Zeit wurde er befördert und die Kanonade bei Valmy (20. September 1792) konnte er bereits im Generalstab erleben.
Unter General Jean-Baptiste Annibal Aubert du Bayet führte Hédouville ein eigenes Kommando und half mit, den Aufstand der Vendée gegen die Armee der Emigranten  niederzuschlagen.
Als General Charles Victoire Emmanuel Leclerc eine Invasionsarmee zusammenstellte, um bei Saint-Domingue (Hispaniola) die Aufständischen unter Führung von Toussaint Louverture zu bekämpfen (→Haitianische Revolution), meldete er sich freiwillig dazu.
Im Auftrag Napoleons reiste Hédouville in diplomatischer Mission nach Sankt Petersburg; eine Aufgabe, die ihn über zwei Jahre am Hof von Zar Alexander I. in Russland hielt.
Am 1. Februar 1804 berief Napoleon Hédouville zum Senator und dieses Amt hatte er bis zur Abdankung des Kaisers (→Vertrag von Fontainebleau) inne. Parallel dazu wurde er auch zum Kammerherrn des Kaisers ernannt.
Als Napoleon 1815 die Insel Elba verlassen hatte und dessen Herrschaft der Hundert Tage begann, behielt Hédouville seinen Sitz in der Abgeordnetenkammer. Als Pair von Frankreich war er Mitglied der Jury, die über Marschall Michel Ney urteilte; Hédouville sprach sich dabei für eine Verurteilung zum Tode aus.
Einige Wochen vor seinem 70. Geburtstag starb Gabriel de Hédouville am 30. März 1825 in Brétigny-sur-Orge. Hédouvilles jahrelanger Gegenspieler, Comte de Bourmont, sprach am 10. Juni desselben Jahres eine ergreifende Eloge auf ihn.

## Ehrungen
- 2. Oktober 1803 Chevalier der Ehrenlegion
- 14. Juni 1804 Grand Officier der Ehrenlegion
- Mai 1808 Comte de l’Émpire
- 27. Juni 1814 Ordre royal et militaire de Saint-Louis
- Sein Name findet sich am westlichen Pfeiler (31. Spalte) des Triumphbogens am Place Charles-de-Gaulle (Paris).